# باتريشيا إس كاوينغز
باتريشيا إس كاوينغز (بالإنجليزية: Patricia S. Cowings)‏ (ولدت في عام 1948)، عالمة نفس فيزيولوجي في مجال الفضاء، وأول عالمة أميركية أفريقية تُدرّب كرائدة فضاء من قبل وكالة ناسا (على الرغم من أن سالي رايد كانت أول امرأة أمريكية تطير في الفضاء). لم تسافر إلى الفضاء على الرغم من أنها كانت بديلًا لرحلة فضائية في عام 1979. اشتُهرت أيضًا بدراستها لفيزيولوجيا رواد الفضاء في الفضاء الخارجي، بالإضافة إلى المساعدة في العثور على علاجات لدوار حركة عند رائد الفضاء.

## النشأة والعائلة
وُلدت كاوينغز في ذا برونكس في مدينة نيويورك في 15 ديسمبر عام 1948، ونشأت هناك. هي الابنة الوحيدة لسادي بي وألبرت إس كاوينغز. كانت سادي معلمة حضانة مساعدة، وكان ألبرت صاحب متجر بقالة. كان لديها ثلاثة إخوة آخرين أصبح أحدهم جنرالًا ذو نجمتين في الجيش، والآخر موسيقيّ جاز، والأخير صحفي مستقل. شدد والداها على التعليم باعتباره «وسيلةً للخروج من برونكس».

## التعليم
أحبّت باتريشيا العلوم في سن مبكرة. شاركت باتريشيا في الرقص والخطوات الأفريقية، وتخرجت بدرجة بكالوريوس في الفنون. أظهر لها علم النفس وعلم النفس الفيزيولوجي لاحقًا كيفية تعزيز الإمكانات البشرية. «ما هو المجال الأفضل من دراسة الحيوان الذي خلق جميع المجالات الأخرى؟ الإنسان!» وعزز هذا الحب عمتها عالمة النفس، التي اعتبرتها مصدر إلهام عميق لأنها حصلت على درجة دكتوراه. ساعد انخراطها في صف الهندسة في كلية الدراسات العليا حيث شاركت في تصميم مكوك فضائي، في انطلاق رغبتها بالعمل في مجال تكنولوجيا الفضاء.

## الحياة المهنية
أنجزت معظم أبحاثها في مركز أميس للأبحاث التابع لناسا، حيث طوّرت ومُنحت براءة اختراع نظام تدريب فيزيولوجي يُدعى ممارسة التدريب على ردود الفعل المُحفزة ذاتيًا (إيه إف تي إي)، والذي يمكّن الأشخاص من تعلم التحكم الذاتي الطوعي لما يصل إلى 24 استجابة جسدية في ست ساعات. اختُبر عملها لأول مرة في عام 1985 في مخبرات الفضاء 3 (إس بّي إس 51-بي وإس تي إس 51سي) وأول مهمة مكوكية دي أو دي. اختبرت طريقة تدريب إيه إف تي إي أيضًا في مهمة سبيس جاي لاب (أول مهمة مكوكية يابانية)، مع تركيز عملها على التخلص من دوار الحركة عند رائد الفضاء.
دربت لاحقًا أربعة رواد فضاء للسيطرة على كل من دوار الحركة وانخفاض ضغط الدم بعد ستة أشهر في الفضاء على متن محطة الفضاء إم آي أر. نجحت في ذلك، وواصلت تعليم الناس كيفية التحكم في دوار الحركة، وتحسين أداء طياري البحث والإنقاذ، وتقليل الأعراض عند العديد من المرضى الذين يعانون من الغثيان والدوار والإغماء. ساعدت زوجها ويليام بي توسكانو في تأليف العديد من المنشورات. سافر ابنهم كريستوفر مايكل كاوينغز توسكانو معهم أثناء تدريب أطقم الفضاء.
تواصِل اليوم عملها للمساعدة في منع دوار الحركة لرواد الفضاء في الفضاء، وكذلك المساعدة في السيطرة على دوار الحركة من أجل عودتهم إلى وطنهم. تعتبر الباحثة الرئيسية لمختبرات أبحاث علم النفس الفيزيولوجي في مركز أبحاث أميس التابع لناسا، وقد حصلت على منصب أستاذة مساعدة في الطب النفسي في جامعة كاليفورنيا، وفي علم النفس الطبي والسريري في جامعة الخدمات الموحدة (إيه أر سي).

## الجوائز والتكريمات
حصلت أبحاثها وكذلك تعليمها على العديد من الجوائز، بما في ذلك:
- جائزة كانديس، الائتلاف الوطني لمئة امرأة سوداء (1989).[13]
- جائزة ناسا للإنجاز الفردي (1993).
- جائزة مهندس السنة الأسود (1997).[14]
- جائزة الشرف من أميس للتطوير التكنولوجي (1999).
- جائزة ناسا لإجراءات الفضاء في مجال الاختراع (2002).
- جائزة التكنولوجيا الوطنية للنساء الملونات (2006).[14]
- جائزة مجلس إجراءات الفضاء لناسا (2008).[14]
- جائزة الإنجاز للمجموعة الاستشارية الأمريكية الأفريقية لأميس (إيه إيه إيه جي) (2010).
- جائزة الشعلة السماوية من الجمعية الوطنية للمهندسين السود (إن إس بي إي) في لوس أنجلوس (2014).[14]